# Moritz Korn

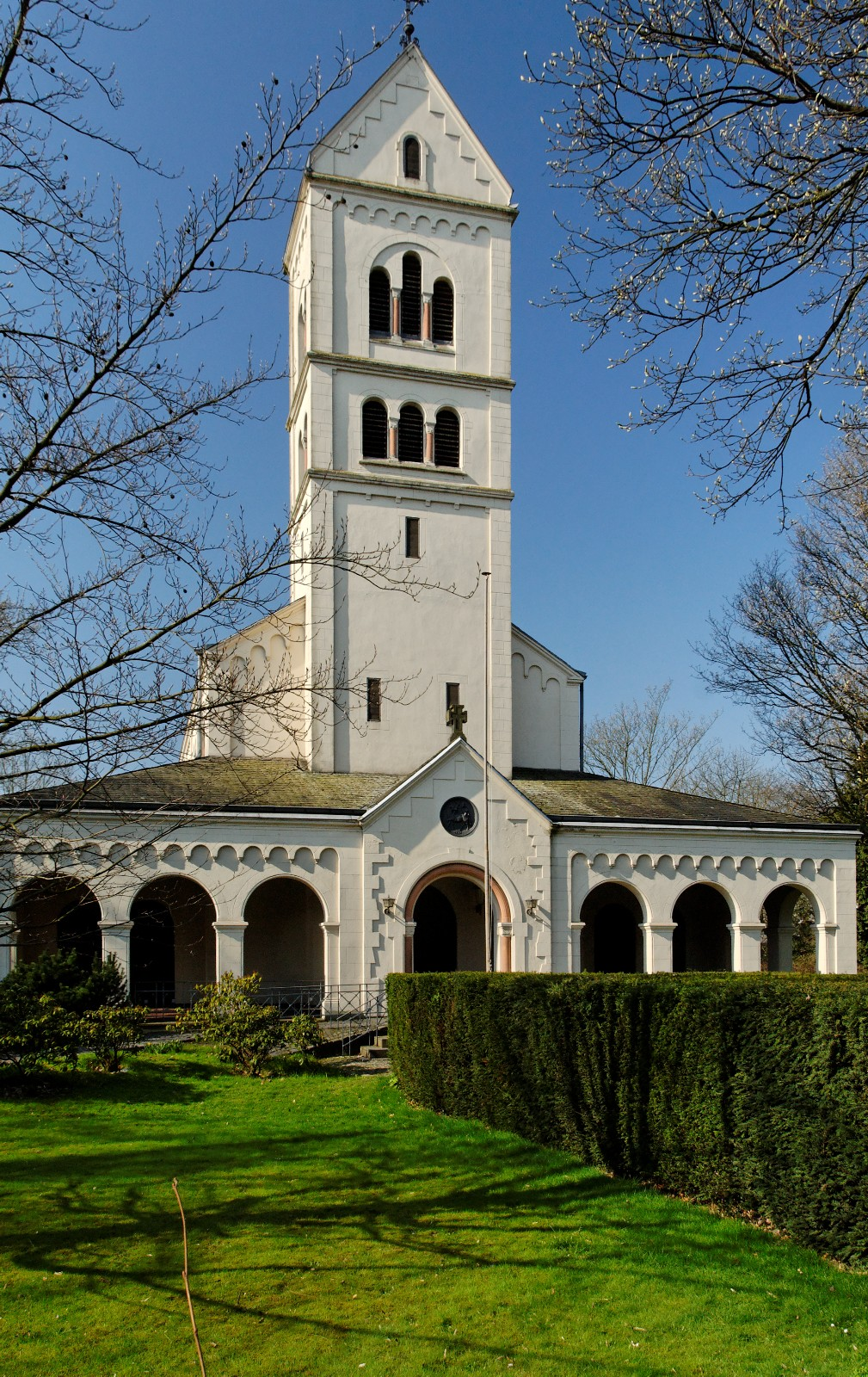
Schlosskirche Eller

Moritz Korn (* 13. Januar 1868 in Königsberg (Preußen); † 1927 in Düsseldorf) war ein deutscher Architekt des Historismus, der sich auf protestantischen Sakralbau spezialisiert hatte.

## Leben
Geboren als Sohn des Eisenbahndirektors der Märkisch-Posener Eisenbahn ging er als Jugendlicher in ein Baugeschäft in die Lehre und besuchte anschließend die Baugewerkschule Zittau. Nach ersten Erfahrungen als Bauleiter in Dresden ab 1887, trat er in das Berliner Architekturbüro von Johannes Otzen ein, einem der bekanntesten evangelischen Sakralbaumeister seiner Zeit. Für Otzen war er von 1891 bis 1894 Bauleiter der Lutherkirche am Dennewitzplatz in Berlin-Schöneberg. Von dort wechselte er in das Büro von Julius Raschdorff und war dort erster Bauführer am Berliner Dom.
1896 wurde Moritz Korn durch die evangelische Gemeinde nach Düsseldorf gerufen und mit der Bauleitung der Friedenskirche in der Unterbilker Florastraße und der Christuskirche in der Oberbilker Kruppstraße beauftragt. Die beiden Kirchen waren von dem Leipziger Architekten Georg Weidenbach entworfen worden und wurden parallel unter dessen künstlerischer Oberleitung zwischen 1896 und 1899 errichtet.
Sein eigenes Architekturbüro eröffnete Moritz Korn 1900 in Düsseldorf als Spezialist für evangelische Kirchen, meist im Stil der Neoromanik. Insbesondere knüpfte er in seinen Kirchenbauten an Formen der Spätromanik oder an den von Johannes Otzen vertretenen romanisch-gotischen Übergangsstil an.

## Bauten

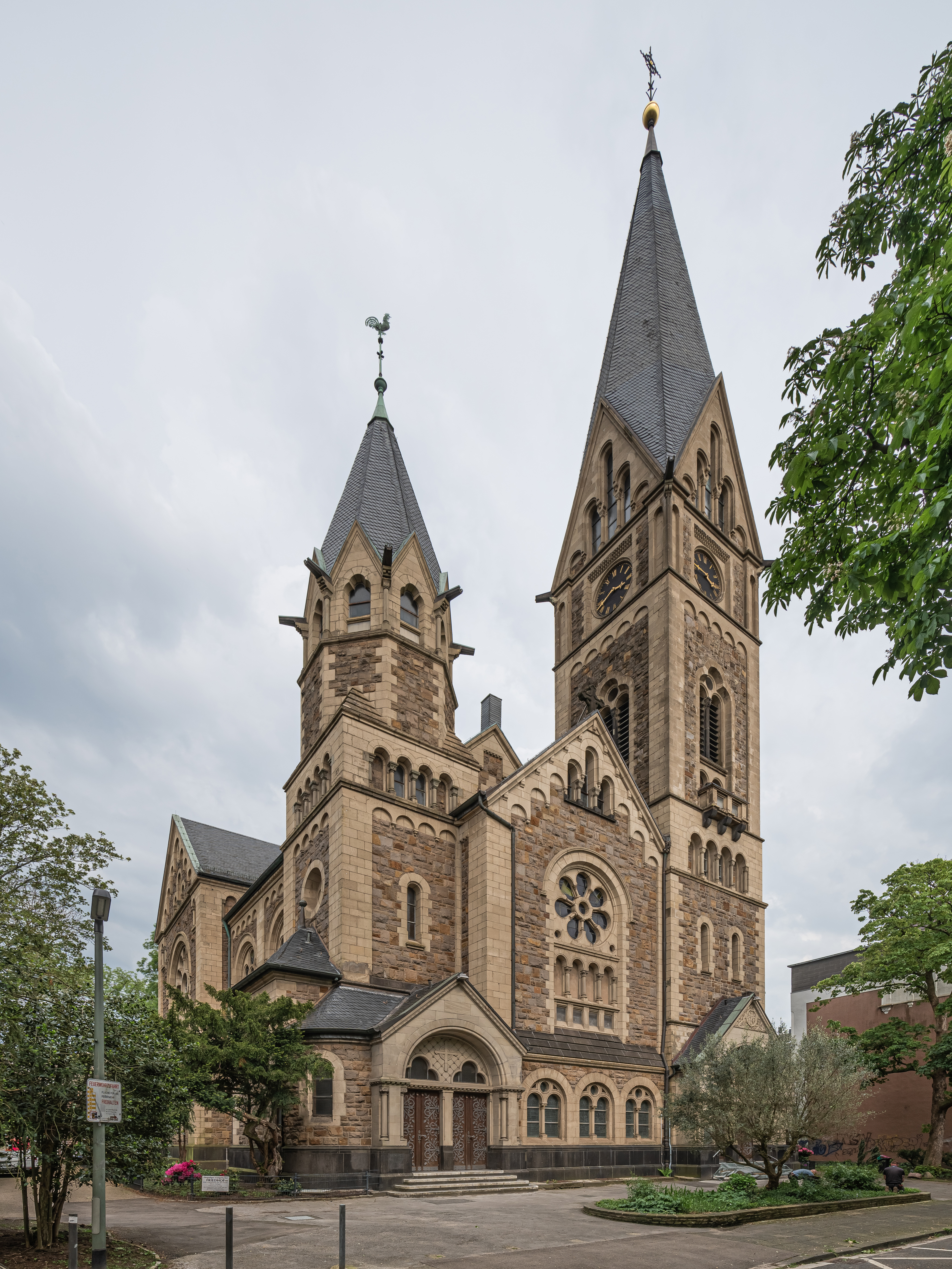
Christuskirche Neuss

Moritz Korn konnte fünf eigene Entwürfe für Kirchenneubauten zwischen 1905 und 1912 realisieren, von denen vier nahezu parallel in den Jahren 1904 bis 1906 errichtet wurden.:
- 1904–1905: Evangelische Kirche in Alstaden (heute Stadtteil von Oberhausen)
- 1904–1905: Kirchenschiff-Neubau der Evangelischen Pfarrkirche in Rengsdorf (Kreis Neuwied) im neugotischen Stil.
- 1905: Schlosskirche in Eller, Schlossallee (heute Stadtteil von Düsseldorf)
- 1905–1906: Christuskirche in Neuss, Breite Straße[4]
- 1907–1912: Christuskirche in Homberg (heute Stadtteil von Ratingen)

Weitere Bauten:
- 1901–1902: Restaurierung und Umbau der romanischen Reformationskirche in Hilden unter Ägide des Denkmalpflegers Paul Clemen
- 1907: Umgestaltung des Innern der Evangelischen Kirche im oberbergischen Marienhagen
- 1910: Evangelisches Pfarrhaus in Simmern/Hunsrück